# Strade Bianche 2014
La 8.ª edición del Strade Bianche  se realizó el 8 de marzo de 2014. Su recorrido fue de 200 km con inicio en San Gimignano y final en la ciudad de Siena.
La carrera formó parte del UCI Europe Tour 2013-2014, en categoría 1.HC.

## Equipos participantes
Tomaron parte en la carrera 18 equipos: 11 de categoría UCI WorldTeam; 7 de categoría Profesional Continental. Formando así un pelotón de 144 ciclistas de los que acabaron 101. Los equipos participantes fueron:
| ProTeams (11)- Cannondale - Astana - BMC Racing Team - Lampre-Merida - Movistar Team - Omega Pharma-Quick Step - Giant-Shimano - Katusha - Sky - Tinkoff-Saxo - Trek Factory Racing Equipos continentales profesionales (7)- Androni Giocattoli-Venezuela - Bardiani CSF - Colombia - IAM Cycling - MTN-Qhubeka - UnitedHealthcare - Neri Sottoli |
| |

## Clasificación final
- Las clasificaciones finalizaron de la siguiente forma:[2]

| \| Clasificación general \| Clasificación general \| Clasificación general \| Clasificación general \| Clasificación general \| \| Ciclista \| Ciclista \| Equipo \| Tiempo \| \| \| --------------------- \| ----------------------- \| ---------------------------- \| --------------------- \| --------------------- \| \| 1.º \| Michał Kwiatkowski \| Omega Pharma-Quick Step \| 5 h 20 min 33 s \| \| \| 2.º \| Peter Sagan \| Cannondale \| + 19 s \| \| \| 3.º \| Alejandro Valverde \| Movistar Team \| + 36 s \| \| \| 4.º \| Damiano Cunego \| Lampre-Merida \| + 40 s \| \| \| 5.º \| Roman Kreuziger \| Tinkoff-Saxo \| + 40 s \| \| \| 6.º \| Fabian Cancellara \| Trek Factory Racing \| + 59 s \| \| \| 7.º \| Cadel Evans \| BMC Racing Team \| + 1 min 44 s \| \| \| 8.º \| Warren Barguil \| Giant-Shimano \| + 2 min 02 s \| \| \| 9.º \| Wout Poels \| Omega Pharma-Quick Step \| + 2 min 11 s \| \| \| 10.º \| Simon Geschke \| Giant-Shimano \| + 2 min 51 s \| \| \| 11.º \| Salvatore Puccio \| Team Sky \| + 2 min 51 s \| \| \| 12.º \| Tom Dumoulin \| Giant-Shimano \| + 2 min 51 s \| \| \| 13.º \| Matteo Trentin \| Omega Pharma-Quick Step \| + 2 min 54 s \| \| \| 14.º \| Michał Gołaś \| Omega Pharma-Quick Step \| + 2 min 54 s \| \| \| 15.º \| Ángel Vicioso \| Katusha \| + 3 min 02 s \| \| \| 16.º \| Ian Stannard \| Team Sky \| + 3 min 16 s \| \| \| 17.º \| Andrey Amador \| Movistar Team \| + 5 min 40 s \| \| \| 18.º \| Christopher Juul-Jensen \| Tinkoff-Saxo \| + 5 min 56 s \| \| \| 19.º \| Franco Pellizotti \| Androni Giocattoli-Venezuela \| + 5 min 56 s \| \| \| 20.º \| Georg Preidler \| Giant-Shimano \| + 5 min 56 s \| \| |                         |                              |                 |
| |                         |                              |                 |
| |                         |                              |                 |
| Clasificación general |                         |                              |                 |
| Ciclista | Ciclista                | Equipo                       | Tiempo          |
| 1.º | Michał Kwiatkowski      | Omega Pharma-Quick Step      | 5 h 20 min 33 s |
| 2.º | Peter Sagan             | Cannondale                   | + 19 s          |
| 3.º | Alejandro Valverde      | Movistar Team                | + 36 s          |
| 4.º | Damiano Cunego          | Lampre-Merida                | + 40 s          |
| 5.º | Roman Kreuziger         | Tinkoff-Saxo                 | + 40 s          |
| 6.º | Fabian Cancellara       | Trek Factory Racing          | + 59 s          |
| 7.º | Cadel Evans             | BMC Racing Team              | + 1 min 44 s    |
| 8.º | Warren Barguil          | Giant-Shimano                | + 2 min 02 s    |
| 9.º | Wout Poels              | Omega Pharma-Quick Step      | + 2 min 11 s    |
| 10.º | Simon Geschke           | Giant-Shimano                | + 2 min 51 s    |
| 11.º | Salvatore Puccio        | Team Sky                     | + 2 min 51 s    |
| 12.º | Tom Dumoulin            | Giant-Shimano                | + 2 min 51 s    |
| 13.º | Matteo Trentin          | Omega Pharma-Quick Step      | + 2 min 54 s    |
| 14.º | Michał Gołaś            | Omega Pharma-Quick Step      | + 2 min 54 s    |
| 15.º | Ángel Vicioso           | Katusha                      | + 3 min 02 s    |
| 16.º | Ian Stannard            | Team Sky                     | + 3 min 16 s    |
| 17.º | Andrey Amador           | Movistar Team                | + 5 min 40 s    |
| 18.º | Christopher Juul-Jensen | Tinkoff-Saxo                 | + 5 min 56 s    |
| 19.º | Franco Pellizotti       | Androni Giocattoli-Venezuela | + 5 min 56 s    |
| 20.º | Georg Preidler          | Giant-Shimano                | + 5 min 56 s    |